# Martha (pel·lícula)
Martha és una pel·lícula mexicana del 2010, dirigida per Marcelino Islas Hernández en el seu debut com a director de llargmetratges, i protagonitzada per Magda Vizcaíno. Fou estrenada a la Setmana Internacional de la Crítica de la 67a Mostra Internacional de Cinema de Venècia.

## Sinopsi
Durant el dia Martha, una dona de 75 anys, arxiva documents en una oficina d'assegurances, i a les nits veu telenovel·les amb la seva veïna de tota la vida, Sonia. La monotonia que marca la seva vida rutinària canvia quan li anuncien que el seu treball l'exercirà una computadora. Impulsada per les circumstàncies i amb el suport d'Eva, la jove encarregada de buidar els arxius en la computadora, Martha decideix que posarà fi a la seva vida una vegada acabada la seva última setmana de treball.

## Repartiment
- Magda Vizcaíno - Martha
- Penélope Hernández - Eva
- Leticia Gómez - Sonia

## Producció
Fou concebuda com a tesi i rodada com homenatge del director a la seva mare. El rodatge es va realitzar el 2008 a Tutitlán, en una casa propietat de la mare del director, i amb un pressupost força reduït (20.000 euros). Es va fer una preestrena a les acaballes del Festival Internacional de Cinema a Guadalajara el 2009. No es va projectar en sales comercials fins al 2011

## Premios i reconeixements
Festival de Cinema de Motovun;
- Premi Fipresci[4]

Premi Ariel (2012)
| Categoria     | Persona        | Resultat   |
| ------------- | -------------- | ---------- |
| Millor Actriu | Magda Vizcaíno | Guanyadora |